# Monte La Buffa
Il Monte La Buffa (o Monte Buffa) è una montagna delle Alpi Cozie alta 1.379 m. Si trova in Val Chisone e interessa i comuni di Pramollo e di San Germano Chisone, entrambi nella  città metropolitana di Torino.

## Descrizione

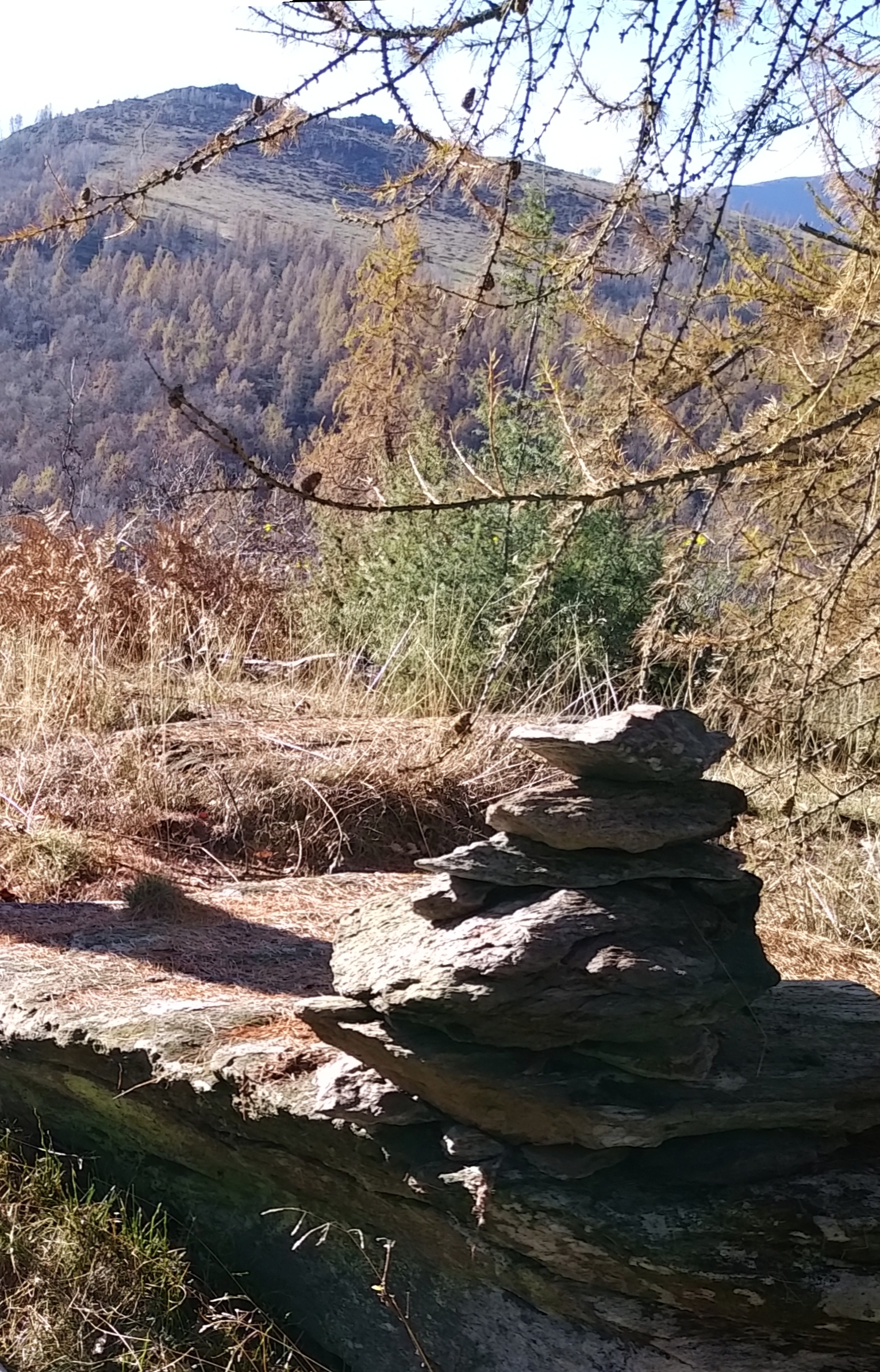
L'ometto sulla cima

La montagna appartiene allo spartiacque che separa la valletta del rio Caiuvina dal vallone di Pramollo, ambedue tributarie della Val Chisone. Il Colle Prà La Mura (1.329 m) la divide sud-ovest dal Monte Castelletto, dando alla montagna una prominenza topografica di 50 m. Nella direzione opposta lo spartiacque prosegue verso il solco principale della Val Chisone. Si tratta di una zona di boschi misti di latifoglie e conifere con aree destinate al pascolo.

## Accesso alla cima

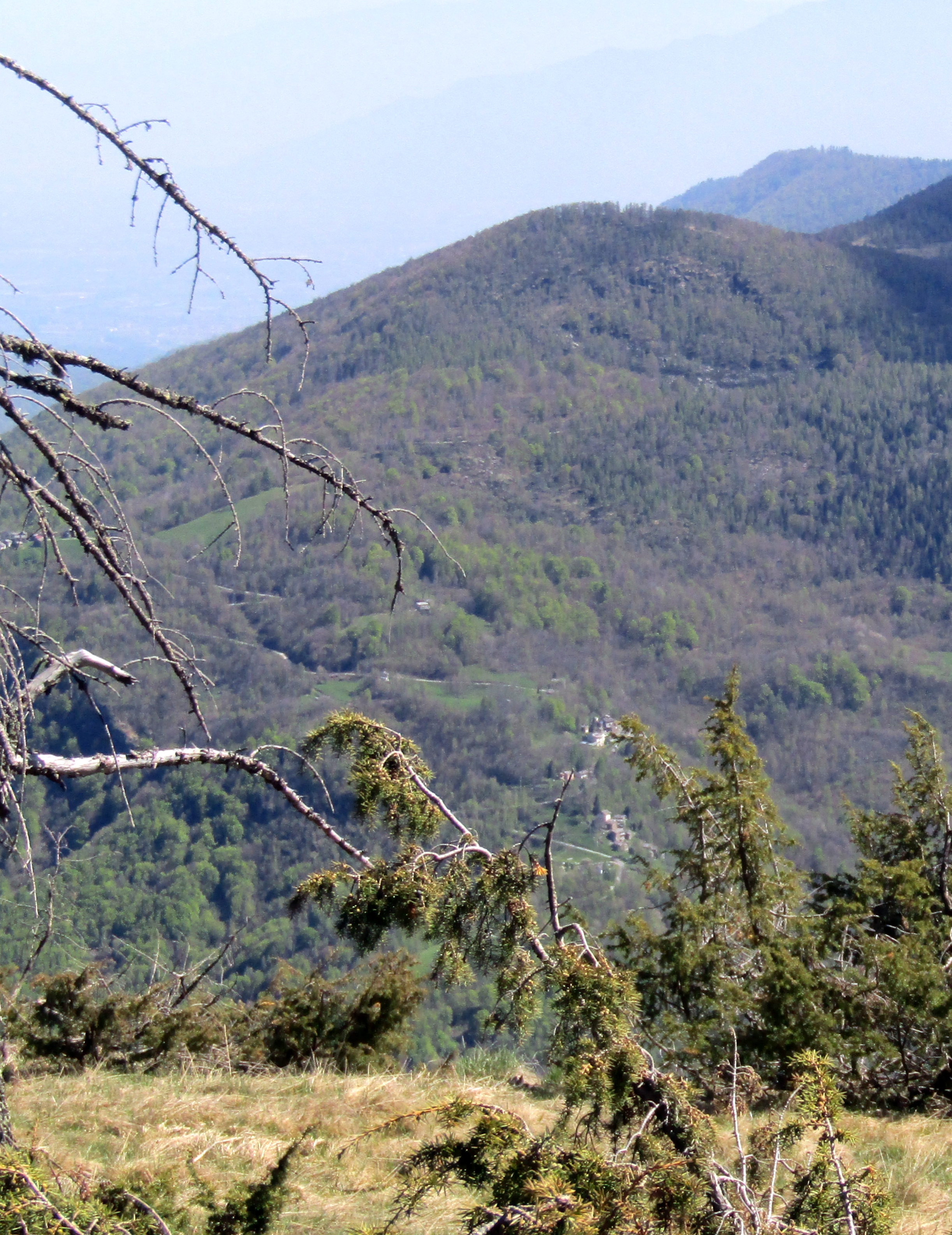
Vista dal Truc Lausa, sull'altro lato del vallone di Pramollo

La cima del Monte La Buffa può essere raggiunta, fuori sentiero, o dal Colle Prà la Mura oppure dalla carrozzabile che dalla Val Chisone sale al Colle Vaccera.